# 뿔나비나방과
뿔나비나방과(Callidulidae)는 나비목에 속하는 이문류 나방과의 하나로 뿔나비나방상과(Calliduloidea)의 유일한 과이다. 8개 속으로 이루어진 "구세계 나비-나방"이다. 동남아시아부터 오스트레일리아와 마다가스카르섬까지의, 구세계 열대 지방에 제한적으로 분포한다. 이 3개 아과 종들은 낮에 활동하는 습성과 밤에 활동하는 습성 둘 다를 보여준다.
주로 낮에 활동하는 주행성 칼리둘라아과 나방은 가장 나비를 닮은 나방으로 휴식을 취할 때, 날개를 뒤로 하는 모습을 통해 다른 나방과 구별할 수 있다.

## 하위 분류
- Pterothysaninae
  - Caloschemia (=Helicomitra)
  - Pterothysanus (=Anengya)
- Griveaudiinae
  - Griveaudia
- 칼리둘라아과 (Callidulinae)
  - Callidula (=Petavia, =Datanga)
  - Cleis
  - Comella
  - Pterodecta
  - Tetragonus (=Agonis)